# 유 퀴즈 온 더 블럭의 에피소드 목록 (시즌 2)
아래는 tvN의 오락 프로그램인 《유 퀴즈 온 더 블럭》의 시즌 2 에피소드 목록이다.

## 에피소드 목록
| 회차 | 방송일    | 주제                   | 방문지                                          | 참여 인물                         | 비고          |
| ---- | --------- | ---------------------- | ----------------------------------------------- | --------------------------------- | ------------- |
| 13   | 4월 16일  | 다시 돌아, 봄          | 서울특별시 성북구 성북동                        | 지병수                            |               |
| 14   | 4월 23일  | 장밋빛인생             | 서울특별시 용산구                               |                                   |               |
| 15   | 4월 30일  |                        | 용인 에버랜드                                   | 유호진                            |               |
| 16   | 5월 7일   | 눈이 부시게            | 부산 광안리, 초량, 영도구                       |                                   |               |
| 17   | 5월 14일  | 깊은 우리 젊은 날      | 서울특별시 관악구                               |                                   |               |
| 18   | 5월 21일  | Old Town Road          | 서울특별시 종로구 계동, 옥인동                  | 김세운                            |               |
| 19   | 5월 28일  | 칸타빌레               | 서울특별시 서초구                               | 권해효, 김동현                    |               |
| 20   | 6월 4일   | 개화                   | 인천광역시 동구 동인천역 일대                   | 지상렬                            |               |
| 21   | 6월 11일  | Technologic            | 세운상가                                        | 이정성                            |               |
| 22   | 6월 18일  | 비밀의 화원            | 서울특별시 성북구 정릉동, 안암동                |                                   |               |
| 23   | 6월 25일  | Fix You                | 서울특별시 동작구 중앙대학교, 상도동 국립현충원 |                                   |               |
| 24   | 7월 2일   | La Vita e' Bella       | 경기도 수원시                                   |                                   |               |
| 25   | 7월 9일   | Balance!               | 서울특별시 영등포구 여의도동                    |                                   |               |
| 26   | 7월 16일  | 내 낡은 서랍 속의 바다 | 전라남도 목포시                                 |                                   |               |
| 27   | 7월 23일  | Don't Stop Me Now      | 서울특별시 영등포구 문래동                      | 박지선                            |               |
| 28   | 7월 30일  | Jam                    | 대전광역시                                      |                                   |               |
| 29   | 8월 6일   | For Once In My Life    | 서울특별시 용산구 이태원동                      |                                   |               |
| 30   | 8월 13일  | 나의 땅                | 서울 중구, 전라남도 해남군, 전라남도 목포시     | 서경덕                            |               |
| 31   | 8월 20일  | 오르막 길              | 서울 독서당로                                   |                                   |               |
| 32   | 8월 27일  | Seoul                  | 서울특별시 중구 신당동                          | 차승원                            |               |
| 33   | 9월 3일   | 여름의 끝자락          | 서울특별시 종로구 혜화동                        |                                   |               |
| 34   | 9월 10일  | Autumn Leaves          | 경상북도 영주시 풍기읍                          |                                   |               |
| 35   | 9월 17일  | 그대에게               | 서울특별시 동대문구 회기동                      | 김광선                            |               |
| 36   | 9월 24일  | Colors                 | 서울특별시 성동구 성수동                        |                                   |               |
| 37   | 10월 1일  | Feel Special           | 경기도 성남시 분당구 판교동                     |                                   |               |
| 38   | 10월 8일  | 너의 의미              | 서울특별시 마포구 동교동, 대흥동 양원초등학교   |                                   | 한글날 특집   |
| 39   | 10월 15일 | Giant                  | 서울종합운동장 보조경기장 외                    | 이예림, 황찬섭, 박정우, 이순자 외 | 전국체전 특집 |
| 40   | 10월 22일 | That's Life            | 서울특별시 마포구 상암동                        | 나영석                            |               |
| 41   | 10월 29일 | 청춘                   | 강원도 춘천시                                   |                                   |               |
| 42   | 11월 5일  | 폴라로이드             | 서울 용산구 후암동                              |                                   |               |
| 43   | 11월 12일 | Dreams                 | 서울 종로구 부암동                              |                                   |               |
| 44   | 11월 19일 | 계절의 끝에서          | 경기 이천시                                     |                                   |               |
| 45   | 11월 26일 | November Song          | 서울 강동구 고덕동                              |                                   |               |
| 46   | 12월 3일  | 너의 바다에 머무네     | 제주특별자치도                                  |                                   |               |